# 알렉산드르 스테파노비치 안토노프

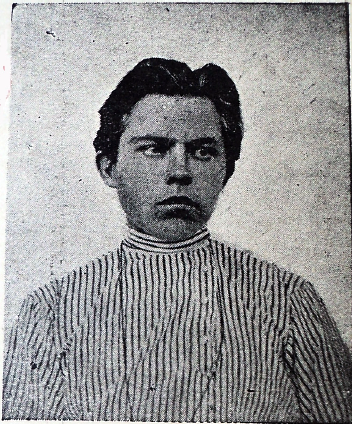

알렉산드르 스테파노비치 안토노프(러시아어: Алекса́ндр Степа́нович Анто́нов: 1889년 7월 8일(구력 6월 26일)- 1922년 6월 24일)는 러시아의 혁명가다. 사회주의혁명당 당원으로, 볼셰비키 정권에 저항한 농민 민란인 탐보프 반란의 지도자 중 한 명이었다.
모스크바 태생이나 키르사노프에서 성장했다. 탐보프 Real Institute(중등학교)에 다니다 혁명적 주장을 하여 퇴학되었다. 퇴학당한 채 집으로 돌아가기를 두려워한 그는 귀가하지 않고 탐보프의 열차건설공장에 도제로 취직했다.
1904년 16세 나이로 사회주의혁명당에 입당했다. 안토노프는 마리아 스피리도브나, 유리 포드벨스키 등과 함께 암살, 강도 등 혁명활동에 나섰고 우편열차강도로 체포되어 기소되었다. 그는 20년 노역형에 처해졌다. 처음에는 실리셀부르크 요새, 그 다음에는 블라디미르스키 중앙형무소에서 형기를 채웠다.
러시아 혁명이 일어나면서 성립된 러시아 공화국 임시정부가 내린 사면령으로 안토노프도 석방되었다. 그는 키르사노프로 돌아가 옛 동료들과 재회했으며, 그들은 사람들에게 "크라스노반도치니키"라고 불렸다. 안토노프는 예전에 취직했던 공장으로 돌아가 재취직했고, 얼마 뒤 구베르니야 민병대(러시아에서 민병이라 함은 경찰을 뜻한다)의 대장으로 선출되었다. 동료 노동자들과 지방 행정당국의도움을 받아, 그는 당시 탐보프에서 치솟던 범죄율에 대처하기 위한 계엄령을 선포했다. 그는 민병대장 직을 계속 수행했으며, 1918년 쿠데타 이후에는 소비에트 탐보프의 구베르니야 민병대들의 수장이 되었다.
볼셰비키 정권이 들어선 이후 안토노프는 사회주의혁명당에서 탈당했는데, 이 일로 큰 비판을 받았다. 또한 그는 구베르니야 집행위원회에 키르사노프의 지구 민병대(우예즈드노이) 대장직으로 보내줄 것을 요청하여 그리로 직을 옮겼다.
키르사노프에서 안토노프는 볼셰비키 정권에 대항하여 탐보프 반란을 조직하고 그 지도자 중 하나가 되었다. 1922년 6월 22일, 안토노프는 보리소글렙스크 근교의 시브리아이 마을 근처에서 체카 분견대에게 포위되었고, 뒤이은 총격전에서 형제 드미트리와 함께 사살되었다. 문서기록에 따르면 그는 죽는 순간까지 총을 놓지 않고 저항했다. 안토노프는 사살되고 닷새 뒤에 드미트리를 비롯한 자기 당여들과 함께 탐보프의 카잔 하느님의 어머니 수도원 근처에 매장되었다.

## 참고 자료
- Landis, Eric C. (2008). Bandits and Partisans: The Antonov Movement in the Russian Civil War. Pitt Series in Russian and East European Studies. Pittsburgh: University of Pittsburgh Press. 381쪽. ISBN 9780822943433.